# Vadim Cobîlaș

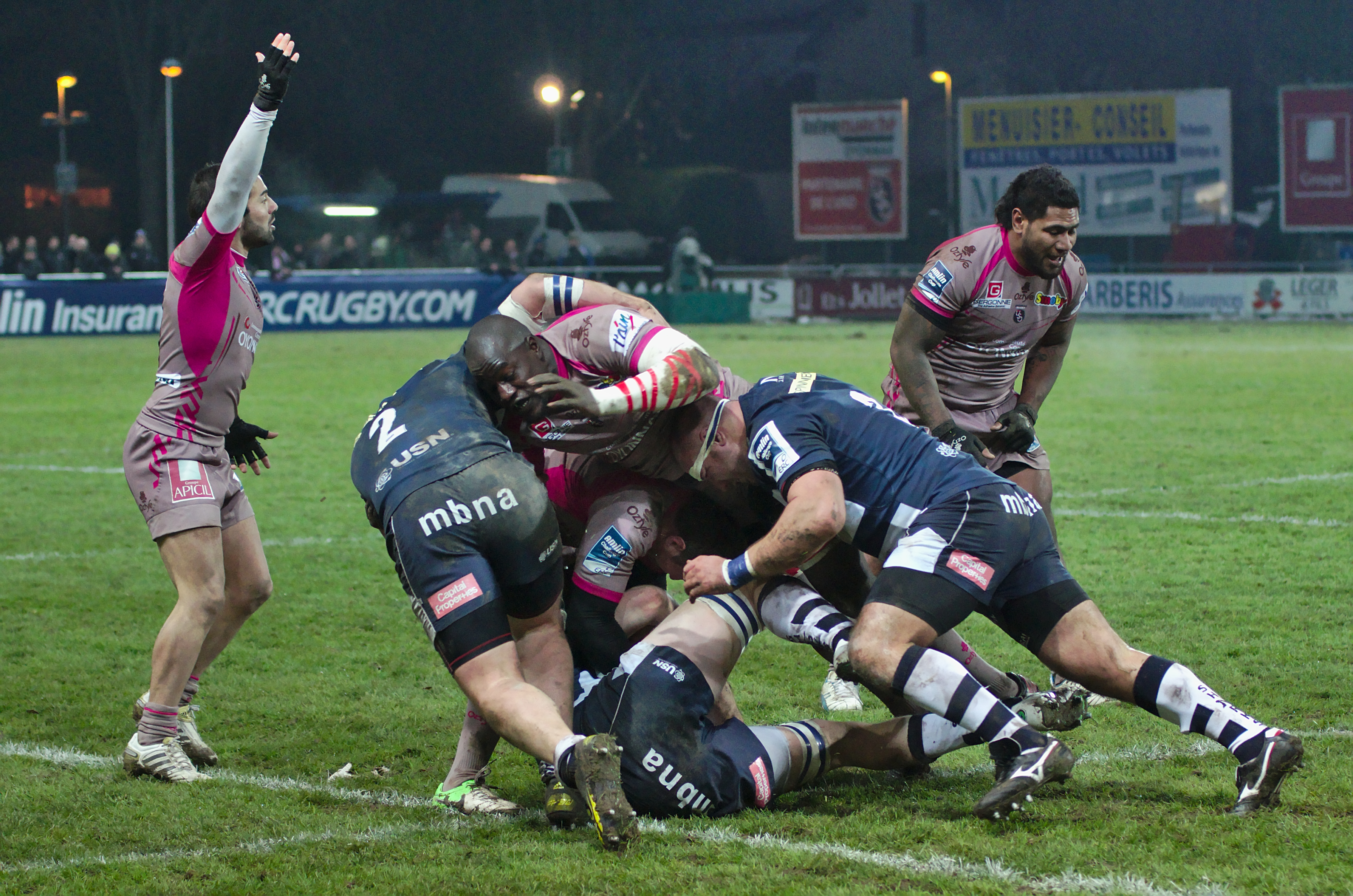
Cobîlaș (w granatowym stroju, po prawej) w meczu Oyonnax – Sale Sharks

Vadim Cobîlaș (wym. [vaˈdim kobɨˈlaʃ], ur. 30 lipca 1983 w Sorokach) – mołdawski rugbysta występujący na pozycji prawego filara młyna, reprezentant kraju, wielokrotnie wybierany najlepszym graczem w Mołdawii.

## Młodość
Urodzony w północnej Mołdawii Cobîlaș w dzieciństwie uprawiał zapasy w stylu klasycznym. Jego największym sukcesem było zajęcie trzeciego miejsca w mistrzostwach kraju juniorów. Po ukończeniu szkoły podstawowej ubiegał się o przyjęcie do Republikańskiego Liceum Sportowego, jednak nie przeszedł badań medycznych.
W 2002 roku przeszedł pozytywnie egzamin wstępny na Universitatea de Stat de Educație Fizică și Sport (USEFS, Państwowy Uniwersytet Wychowania Fizycznego i Sportu). Tam po raz pierwszy zetknął się z rugby i rozpoczął treningi pod okiem Vasile Revenca.

## Przebieg kariery
Cobîlaș karierę klubową rozpoczynał w związanej z uniwersytetem sportowym drużynie USEFS Blumarine. Następnie przeniósł się do Dinama Bukareszt, z którym sięgnął po mistrzostwo Rumunii. Po dwóch latach spędzonych w lidze rumuńskiej, Cobîlaș przeniósł się do zespołu WWA-Podmoskowje, z którym zdobył pięć kolejnych tytułów mistrza Rosji (2006–2010) i dwukrotnie sięgał po Puchar Rosji. W międzyczasie wiosną 2008 roku (przed startem rosyjskich rozgrywek ligowych) występował w barwach Steauy Bukareszt. Z drużyną „Wojskowych” dotarł do finału Pucharu Rumunii, w którym jednak Steaua uległa Dinamu.
W marcu 2011 roku Cobîlaș podpisał 18-miesięczny kontrakt z Sale Sharks, stając się pierwszym Mołdawianinem występującym w angielskiej Premiership. Do klubu z okolic Manchesteru sprowadził go dyrektor sportowy Steve Diamond, który wcześniej trenował WWA-Podmoskowje. Po pół roku przygotowań Cobîlaș zadebiutował we wrześniowym spotkaniu z Worcester Warriors. Kontrakt reprezentanta Mołdawii był następnie kilkakrotnie przedłużany.
Choć początkowo Cobîlaș pełnił rolę zmiennika, z czasem stał się ważnym ogniwem drużyny – trafił do drużyny sezonu 2013/2014 w European Challenge Cup, a także został wybrany najlepszym graczem w klubie w sezonie 2013/2014. W październiku 2015 roku Cobîlaș rozegrał swój 100. mecz w barwach Sale Sharks (licząc wszystkie rozgrywki).
Wobec zbliżającego się końca kontraktu z angielską drużyną, w styczniu 2016 roku Mołdawianin podpisał trzyletnią umowę z Bordeaux Bègles.
W reprezentacji Cobîlaș przez wiele kolejnych lat stanowił ważny punkt drużyny; w 2015 roku miał na koncie przeszło 50 meczów międzynarodowych.

## Wyróżnienia
- Najlepszy mołdawski zawodnik 2009 (Cel Mai Bun Jucător din Moldova)[29]
- Najlepszy mołdawski zawodnik 2010[30]
- Najlepszy mołdawski zawodnik 2011[31]
- Najlepszy mołdawski zawodnik 2014[32]

- Miejsce w „piętnastce” sezonu 2009 w lidze rosyjskiej[33][34]
- Nagroda „Cichy Bohater” stowarzyszenia kibiców Sale Sharks (Unsung hero)[35]

## Życie osobiste
- Vadim jest synem Svetlany i Victora Cobîlașów[3]. Jego dwa lata młodszy brat Maxim również jest reprezentantem Mołdawii w rugby[3], a na początku 2015 roku dołączył do ekipy Sale Sharks[14].
- W listopadzie 2014 roku Vadim poślubił Irinę Sarbușteanu[36].
- Cobîlaș, mimo iż reprezentuje Mołdawię, posiada także obywatelstwo rumuńskie[37].
- W trakcie gry w Anglii Vadim uzyskał podstawową licencję trenerską[37].